# Список островов Сербии

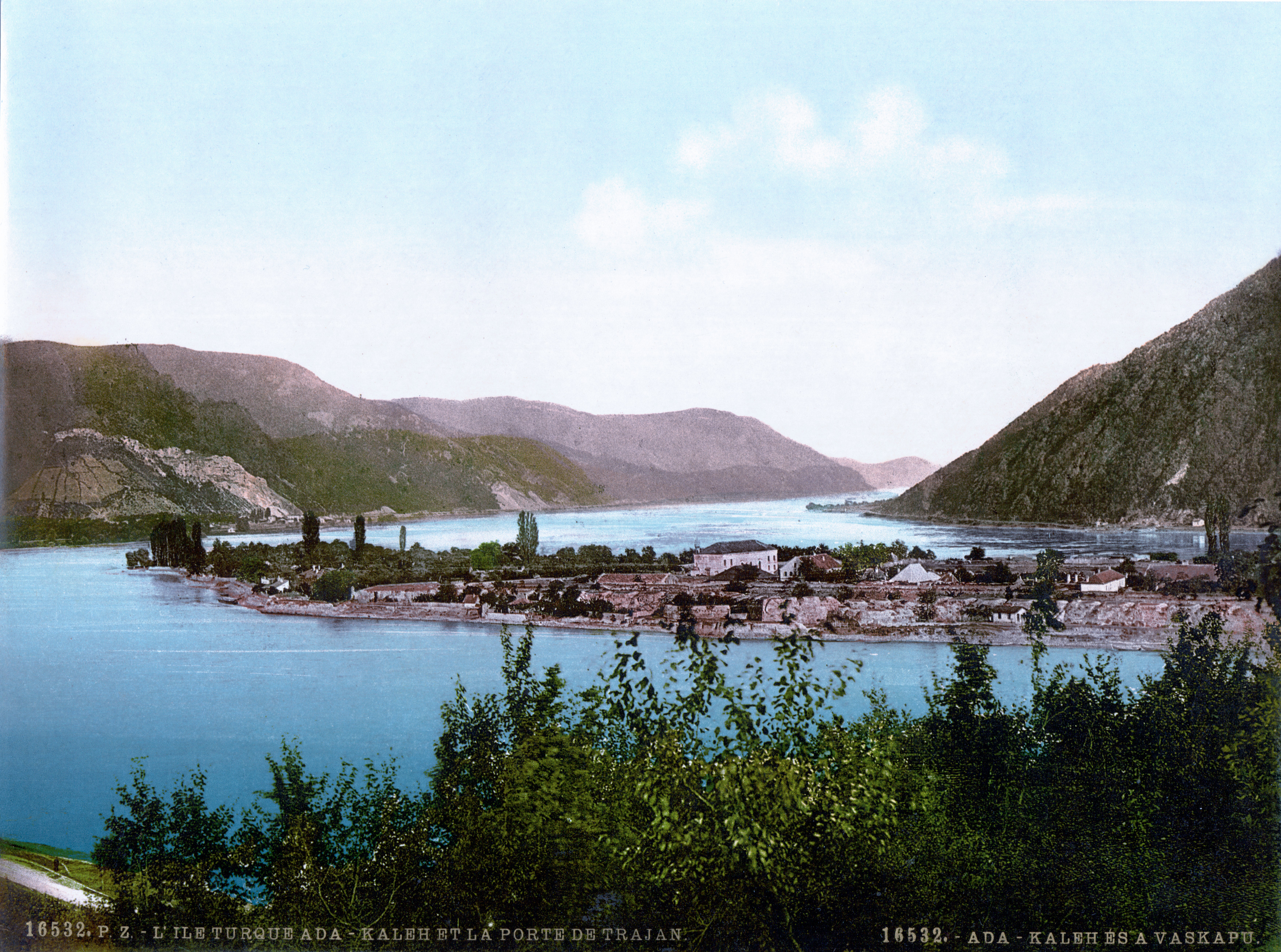
Остров Ада Кале.

Ниже приведён список островов Сербии. В скобках указаны названия рек, на которых расположены острова.
- Ада Циганлия (Сава)
- Ада-Кале (Железные ворота)
- Ада Мечица (Сава)
- Велико-Ратно (Дунай, Сава)
- Вуковар (Дунай)[1]
- Дунавац (Дунай)
- Кожара (Дунай)
- Мала Циганлия (Сава)
- Мало-Ратно-Острво (Сава)
- Острво (Дунай)
- Острово (Дунай)
- Чапля (Дунай)
- Шаренград (Дунай)[1]